# Пітер Еліес
Пітер Еліас (англ. Peter Elias; нар. 23 листопада 1923 — пом. 7 грудня 2001) — американський науковець, першовідкривач у галузі теорії інформації.
Пітер Еліас народився 23 листопада 1923 року в американському місті Нью-Брансвіку (штат Нью-Джерсі).  

## Наукова діяльність
З 1953 по 1991 роки Пітер Еліас працював на факультеті обчислювальної техніки Массачусетського технологічного інституту. Ще у 1955 році Еліас представив згорткове кодування як альтернативу блокового коду. Він також встановив двійковий канал стирання та запропонував розшифровку списку виправлених помилок кодів як альтернативу унікальному декодуванню.

## Нагороди та визнання
Пітер Еліас отримав премію Клода Е. Шеннона Товариства теорії інформації (англ. IEEE Society of Theory of Information) у 1977 році.
Також йому була вручена у 1998 році Золота ювілейна нагорода за технологічні інновації Товариства теоретичної інформації IEEE (англ. IEEE Information Theory Society), а також медаль IEEE Річарда Геммінга у 2002 році.

## Родина
Його мати Анна Еліес народилася 19 квітня 1897 року в Нью-Йорку,, а батько Натаніель Мендель Еліес народився 21 лютого 1895 року. Він працював у Томаса Едісона в його лабораторії в Едісоні (штат Нью-Джерсі), після закінчення Колумбійського університету зі ступенем бакалавра у сфері хімічна технологія. Його дідусем по батьковій лінії був Еміль Еліас, а бабусею Пепі Поліна Кіпрес (донька Перец Гакоен Кіпрес і Лея Брейнджеля Кіпреса), що одружилися в 1889 році у Кракові (Польща).

## Смерть
Пітер Еліас помер 7 грудня 2001 року у 78-річному віці від хвороби Кройцфельда–Якоба.